# Cave de Cleebourg
La Cave de Cleebourg est une coopérative viticole alsacienne créée au lendemain de la Seconde Guerre mondiale en 1946 au nord de l'Alsace et qui produit des vins d'appellation alsace et crémant-d'alsace.

## Situation

Carte de l'aire d'appellation alsace et localisation du vignoble de Cleebourg au nord.

Le vignoble de Cleebourg est situé au sein du Parc naturel régional des Vosges du Nord, à 60 km au nord de Strasbourg sur la partie la plus septentrionale de la route des vins d'Alsace.
Le domaine viticole s'étend sur 200 ha sur les communes de Cleebourg, Oberhoffen-lès-Wissembourg, Riedseltz, Rott, Steinseltz et Wissembourg.
Les sols sont argilo-calcaires à Cleebourg, marno-gréseux à Rott, lœss et lehm à Oberhoffen, Riedseltz et Steinseltz, et l'exposition des coteaux est sud.

## Historique

### Origines
La vigne fut probablement introduite dans la région wissembourgeoise dès le IXe siècle par les moines bénédictins de l'abbaye de Wissembourg.
Au XIXe siècle, c'est à la suite des ravages provoqués par le phylloxéra qu'est apparue la « cassure » du vignoble alsacien entre Marlenheim et Cleebourg.

### L'entre-deux-guerres
Durant l'occupation de l'Alsace et de la Moselle, les Allemands ont totalement refondé le paysage de l'Alsace en organisant les plaines et les coteaux de vignes au profit de la production de denrées alimentaires de base (Reichsnährstand), ce qui a pour conséquence la quasi-disparition du vignoble nord-alsacien.
À la suite de la Première Guerre mondiale, la viticulture alsacienne est en péril. La concurrence avec les vins artificiels allemands touche de plein fouet les viticulteurs alsaciens. Les cépages nobles (riesling, pinot-gris, gewurztraminer et muscat) ne représentent alors que 4 % de l'encépagement alsacien. Comme dans le reste de l'Alsace, le vignoble de Cleebourg a recours aux hybrides pour faire face aux maladies qui menacent d'éradiquer la vigne en Alsace.

### Création de la Cave
Après l'Armistice de la Seconde Guerre mondiale, les habitants de l'Outre-Forêt comme ceux du reste de l'Alsace rentrent au pays après s'être réfugiés dans les régions du centre de la France durant la Guerre.
La région, déjà viticole auparavant se retrouve morcelée et les viticulteurs sont alors propriétaires de très petites exploitations. En effet, on compte près de 430 viticulteurs dont la production ne sert quasiment qu'aux consommations personnelles.
Dès mai 1946, les vignes sont replantées et la coopérative viticole est fondée.
La première vendange fut ridiculement faible. Les 430 vignerons ont récolté, en 1947, 123 000 kg de raisin ce qui n'a suffit que pour produire 932 hL de vin, soit environ 124 000 bouteilles.
Au fil des années, la production prend de l'ampleur et les viticulteurs deviennent moins nombreux mais plus gros. En 2017, les 174 coopérateurs de la cave ont produit 15 055 hL de vin, soit plus de 2 millions de bouteilles.
En avril 1996, pour le cinquantenaire de la cave vinicole, la Confrérie des Vins des Quatre Bans est créée pour promouvoir les vins produits sur les bans de Cléebourg, Oberhoffen, Rott et Steinseltz. La dénomination de la confrérie bachique devient en 2016 la Confrérie des vins de Cleebourg pour mieux intégrer les vins produits à Steinseltz et Wissembourg.

## Production
Le vignoble de Cleebourg produit des vins issus de sept cépages alsaciens : le sylvaner, l'auxerrois, le muscat, le riesling, le pinot gris, le gewurztraminer et le pinot noir auxquels s'est récemment rajouté le chardonnay qui entre dans la production du crémant-d'alsace.
Le cépage le plus répandu est l'auxerrois qui représente 28,5 % de la production totale. Suivent ensuite le pinot-gris avec 26 %, le riesling avec 16,5 % et le gewurztraminer avec 11 % les 18 derniers pourcents se partageant entre le pinot-noir, le muscat, le sylvaner et le chardonnay.
60 % des vendanges se font manuellement, généralement à partir de mi-septembre et durent environ un mois et demi. Certaines années la récolte de vendanges tardives voire de sélection de grains nobles peut se faire jusqu'en novembre.
La Cave vinicole de Cleebourg regroupe en coopérative 174 viticulteurs du territoire et produit environ 15 000 hl de vin.
Dix lieux-dits sont valorisés pour la production de vins de cépage :
| Lieu-dit    | Village                    | Cépage         |
| ----------- | -------------------------- | -------------- |
| Keimberg    | Cleebourg                  | Auxerrois      |
| Himmrich    | Cleebourg                  | Pinot gris     |
| Reifenberg  | Cleebourg                  | Gewurztraminer |
| Karchweg    | Oberhoffen-lès-Wissembourg | Pinot gris     |
| Hannesacker | Rott                       | Riesling       |
| Eselsforch  | Rott                       | Riesling       |
| Brandhof    | Steinseltz                 | Pinot gris     |
| Huettgasse  | Steinseltz                 | Pinot noir     |
| Oberberg    | Steinseltz                 | Gewurztraminer |
| Kammerberg  | Wissembourg                | Riesling       |

## Galerie

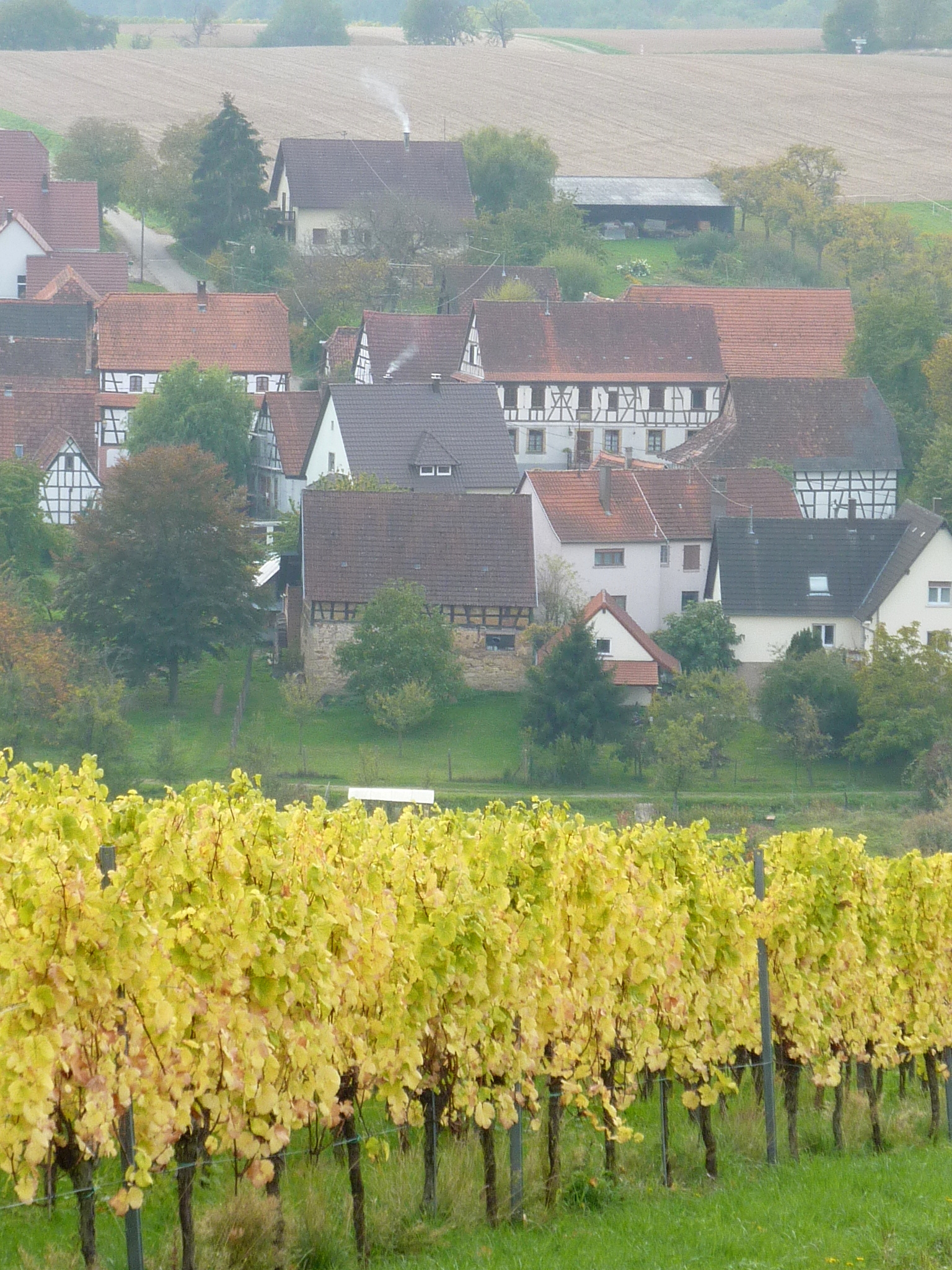
Cleebourg
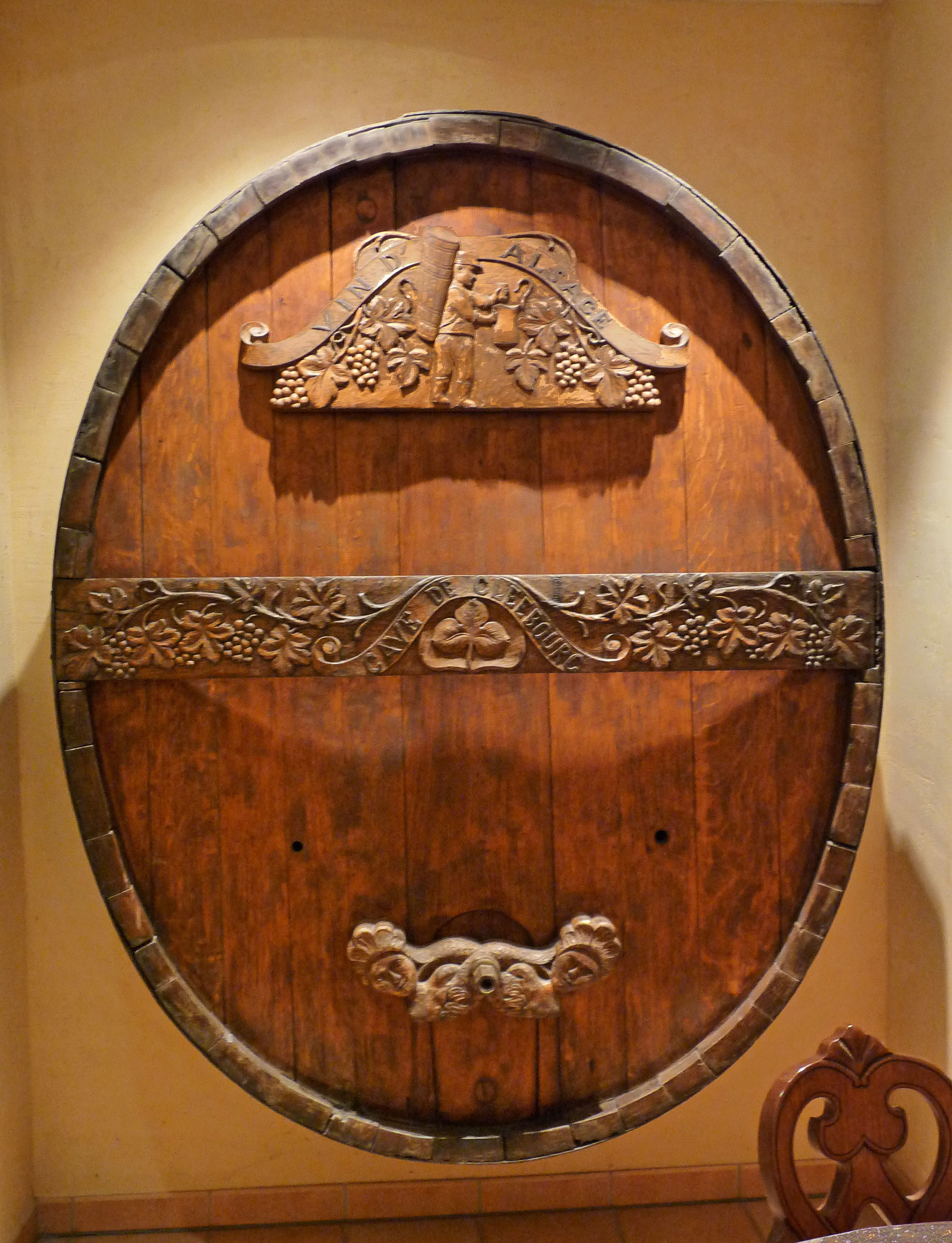
À la cave
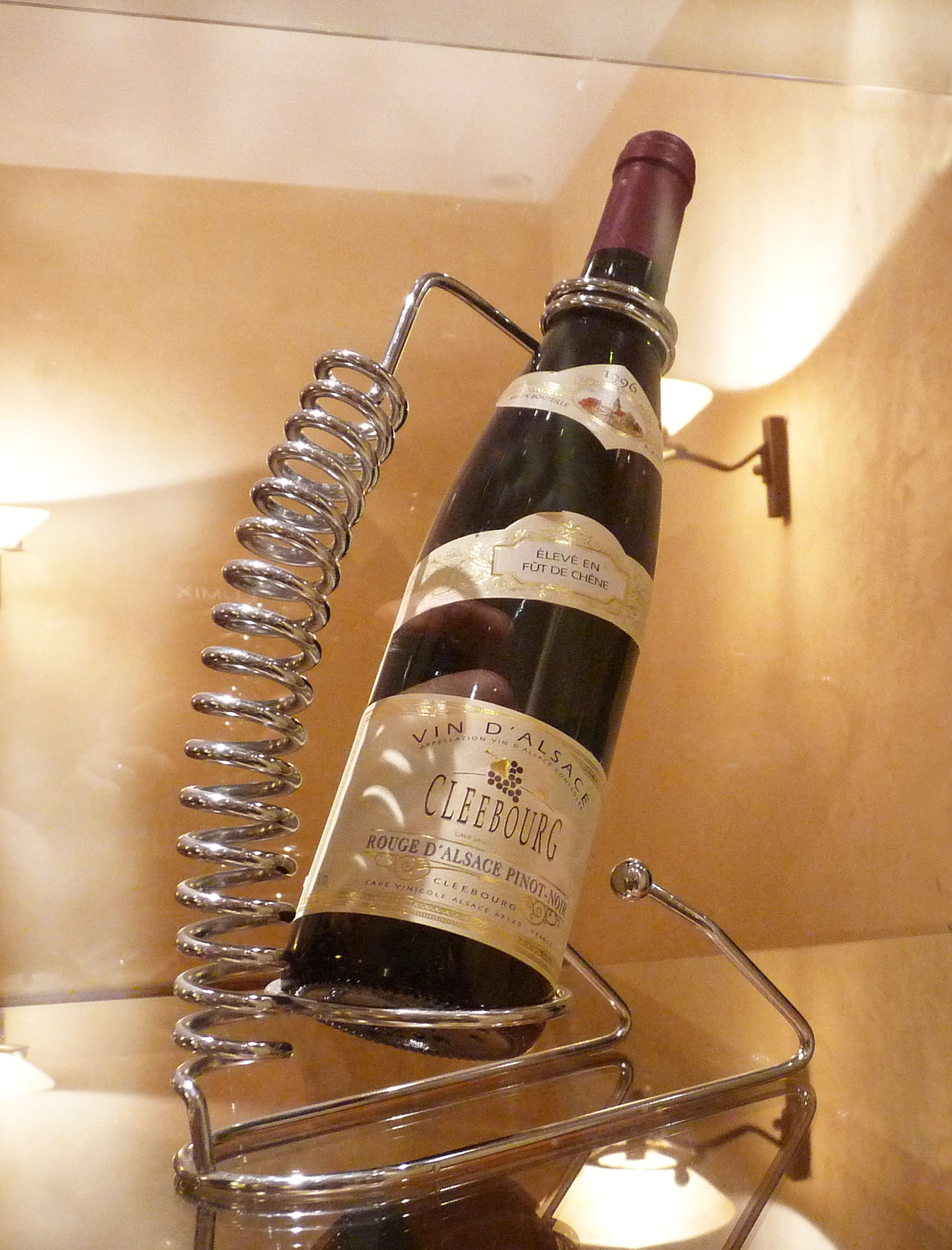
Pinot noir